# Hmilnîk
Hmilnîk (în ucraineană Хмільник) este oraș regional în regiunea Vinnița, Ucraina. Deși subordonat direct regiunii, orașul este și reședința raionului Hmilnîk. 

## Demografie
Componența lingvistică a orașului Hmilnîk
     Ucraineană (97,12%)
     Rusă (2,59%)
     Alte limbi (0,15%)
Conform recensământului din 2001, majoritatea populației orașului Hmilnîk era vorbitoare de ucraineană (97,12%), existând în minoritate și vorbitori de rusă (2,59%).